# Bob Morley
Robert Alfred Morley, meglio noto come Bob Morley (Kyneton, 20 dicembre 1984), è un attore australiano, conosciuto soprattutto per i ruoli nelle soap opera Home and Away, Neighbours e The 100.

## Biografia
Nato da madre filippina e padre di origini irlandesi, Morley studiò arti creative alla La Trobe University e in seguito intraprese la carriera di attore. Mosse i primi passi in teatro recitando in alcuni spettacoli come Storielle del bosco viennese e Falling To Perfect. Nel 2005 Morley è apparso nel film horror Dead Harvest diretto da Damian Scott. Inoltre nello stesso anno ottenne una parte in Angels with Dirty Faces grazie alla quale poi venne notato dai direttori del casting della soap opera Home and Away, che nel 2006 lo scritturarono per il ruolo di Drew Curtis. L'interpretazione fruttò a Morley una nomination ai Logie Awards come "nuovo talento maschile più popolare".
Nel 2007 prese parte alla seconda edizione del talent show It Takes Two, basato su una competizione canora fra celebrità. L'anno seguente lasciò la soap opera per recitare nel telefilm The Strip, che venne poi cancellato per bassi ascolti. Nel 2009 interpretò il ruolo di Lorca in Palindrome for a Dead Poet. Nel 2010 è apparso nella serie tv Sea Patrol e recitò nel thriller Road Train. L'anno successivo entrò a far parte del cast della soap opera Neighbours dove Morley interpretò il ruolo di Aidan Foster, che intraprende una relazione omosessuale con il personaggio di Chris Pappas; i due personaggi divennero la prima coppia gay della soap.
Nel 2013 si è unito al cast del film Lost in The White City e nello stesso anno ottenne il ruolo di Bellamy Blake nella serie televisiva statunitense The 100, trasmessa da The CW. Nel 2018, dopo aver completato il Warner Bros. Television Directors’ Workshop, ha diretto un episodio di The 100.
Dal 2019 è sposato con Eliza Taylor.

## Filantropia
Il 22 settembre 2015, ha pubblicato un tweet con un link dove comprare una maglietta da lui progettata per raccogliere fondi per Beyondblue, un’organizzazione australiana che fornisce informazioni e supporto per la salute mentale degli australiani.
Nel 2017 ha progettato una seconda maglietta i cui ricavi sono stati donati alla Jed Foundation, un’organizzazione no-profit per la protezione della salute mentale e la prevenzione del suicidio.
Nel settembre 2017, insieme agli altri membri del cast di The 100, ha partecipato alla partita di calcio BC Children's Hospital Benefit a Vancouver, in Canada. Durante la partita gli Whitecaps Alumni e altre star di Hollywood sono scese in campo al BC Place a sostegno dell'organizzazione benefica.
Nel gennaio 2020, Morley e sua moglie Eliza Taylor hanno messo insieme una campagna di magliette per raccogliere fondi per la Country Fire Authority, il Rural Fire Service e la Croce Rossa australiana durante la crisi degli incendi australiani del 2019-2020.

## Vita privata
Il 6 giugno 2019 rivela di aver sposato, il 5 maggio precedente, alle Hawaii con cerimonia privata, l'attrice Eliza Taylor, sua collega con cui recita insieme nella serie televisiva The 100.
Il 7 febbraio 2022 annuncia via social insieme alla moglie di essere in attesa del loro primo figlio, Henry, nato poi il 19 Marzo 2022.

## Filmografia

### Cinema
- Road Train, regia di Dean Francis (2010)
- Blinder, regia di Richard Gray (2013)
- The White City, regia di Tanner King Barklow e Gil Kofman (2014)

### Televisione
- Home and Away – serie TV, (2006-2008)
- BancoPaz (Scorched), regia di Tony Tilse - film TV (2008)
- The Strip – serie TV, 13 episodi (2008)
- Sea Patrol – serie TV, episodio 4x05 (2010)
- Neighbours – serie TV, (2010-2013)
- The 100 – serie TV, 87 episodi (2014-2020)
- Winners & Losers – serie TV, episodi 5x07 e 5x09 (2016)
- The Rookie – serie TV, episodi 3x14 (2021)
- Love Me - serie TV, 12 episodi (2021-2023)

### Regista
- The 100 - serie TV, episodio 6x11 (2019)

## Premi e candidature
- Logie Awards
  - 2007 - Nomination come nuovo talento maschile più popolare per Home and Away
- Teen Choice Awards
  - 2015 - Nomination come miglior attore in una serie televisiva fantasy/sci-fi per The 100
  - 2016 - Nomination come migliore intesa televisiva con Eliza Taylor per The 100
  - 2017 - Nomination come miglior attore in una serie televisiva fantasy/sci-fi per The 100
  - 2018 - Nomination come miglior attore in una serie televisiva fantasy/sci-fi per The 100
  - 2019 - Nomination come migliore attore in una serie televisiva fantasy/sci-fi per The 100
- E! Online
  - 2017 - Vinto - Alpha Male Madness 2017
  - 2018 - Vinto - Alpha Male Madness 2018

## Doppiatori italiani
Nelle versioni in italiano delle opere in cui ha recitato, Bob Morley è stato doppiato da:
- Roberto Gammino in The Strip
- David Chevalier in The 100
- Jacopo Lo Conte in Love Me